# 牛津城堡
牛津城堡（英語：Oxford Castle）是位於英國英格蘭牛津郡城市牛津市中心西側的一座諾曼中世紀城堡，現在只保留有部分建築。牛津城堡的大部分建築在英國內戰時被毀。18世紀時，殘餘的建築改為監獄。1996年，監獄被關閉並改建為酒店。現在牛津城堡是一座英國一級保護建築。

## 外部連結

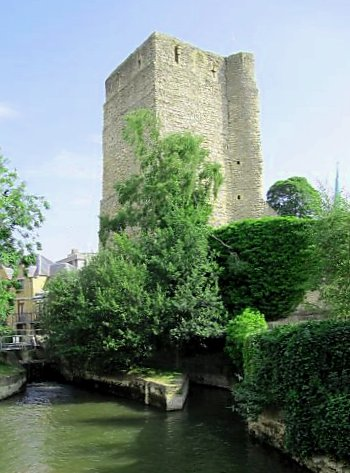

- Oxford Castle website （页面存档备份，存于）
- Gatehouse Website record for Oxford Castle （页面存档备份，存于）
- Oxford Castle Visitor Attraction （页面存档备份，存于）
- Malmaison Oxford （页面存档备份，存于）

51°45′11″N 1°15′50″W / 51.7531°N 1.2640°W